# 花瓣占卜

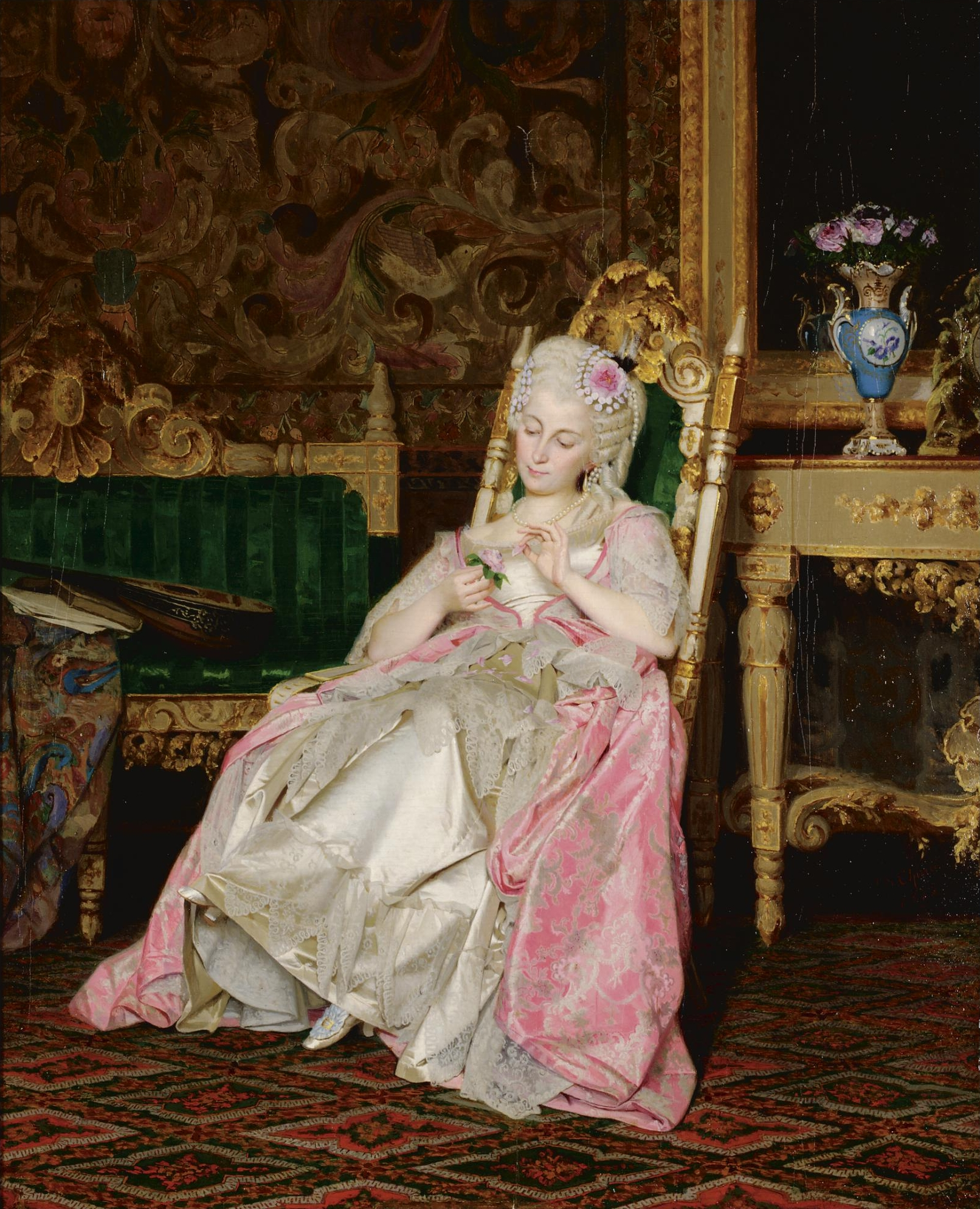
一名正在做花瓣占卜的貴族女性；賈科莫·迪·奇利科

花瓣占卜是一類起源自歐洲的占卜游戲，通常表述形式爲：一位男士或女士拿著雛菊花，一邊掰下花瓣，一邊説“他愛我，他不愛我...”直到最後一片花瓣下落，則為預言這段愛情的最後結果。有著作認爲此占卜游戲源自法蘭西，并於浪漫芭蕾舞劇吉賽爾的演出中有相關體現；不過在更早的《浮士德》歌劇中亦有描寫。